# Antillo
Antillo település Olaszországban, Szicília régióban, Messina megyében. Lakosainak száma 808 fő (2023. január 1.). Antillo Casalvecchio Siculo, Castroreale, Fondachelli-Fantina, Francavilla di Sicilia, Graniti, Limina, Motta Camastra, Roccafiorita, Rodì Milici és Mongiuffi Melia községekkel határos.

## Népesség
A település népességének változása:
| Lakosok száma | 910  | 888  | 808  |
|               | 2017 | 2018 | 2023 |